# Andrew Shuman
Pour les articles homonymes, voir Shuman.
Andrew Shuman, né le 8 novembre 1830 à Manor dans le comté de Lancaster en Pennsylvanie et mort le 5 mai 1890 à Chicago, est un journaliste et homme politique américain. 
Originaire de New York, Shuman a travaillé dans plusieurs petits journaux locaux jusqu'à ce qu'il obtienne un poste au Syracuse Journal en 1853. Il quitte ce poste en 1856 pour travailler comme rédacteur adjoint pour le Chicago Evening Journal. Il est élu 21e lieutenant-gouverneur de l'Illinois en 1876. Candidat de premier plan au poste de gouverneur de l'Illinois en 1880, Shuman décide d'accroître son rôle au Evening Journal et se retire de la politique.

## Biographie
Andrew Shuman est né à Manor, dans le comté de Lancaster, en Pennsylvanie, le 8 novembre 1830. Son père meurt alors qu'il a sept ans. Il est confié à la garde de son oncle. À l'âge de quinze ans, il suit un apprentissage auprès du Lancaster Union and Sentinel. Il suit le journal lorsque les opérations sont transférées à Auburn (New York) et qu'il est rebaptisé Auburn Advertiser. Shuman quitte le journal à l'âge de dix-huit ans pour créer son propre journal, l' Auburnian. Un an plus tard, il devient associé du Cayuga Chief, un hebdomadaire.
Il étudie au Hamilton College à Clinton de 1851 à 1853 puis quitte le collège pour devenir rédacteur en chef du Syracuse Journal. Le journal a la réputation d'être l'un des journaux républicains les plus forts de l'État de New York. Il y travaille pendant trois ans, après quoi il accepte un poste de rédacteur adjoint au Chicago Evening Journal. Il accède au poste de rédacteur en chef. Il épouse Lucy H. Dunlap en 1855. En 1865, il est nommé commissaire du pénitencier de l'Illinois, rôle qu'il occupe pendant six ans.
En 1876, il est élu lieutenant-gouverneur de l'Illinois en tant que républicain sur une liste qui comprend Shelby Moore Cullom. Shuman est candidat au poste de gouverneur de l'Illinois en 1880, contre Cullom. Cependant, avant qu'un candidat ne soit nommé, il se retire de la course pour assumer le rôle de propriétaire du Evening Journal. Il prend sa retraite en 1888 en raison d'inquiétudes concernant sa santé ; il meurt d'une maladie cardiaque dans un hôtel de Chicago le 5 mai 1890,. Il est enterré au cimetière de Rosehill à Chicago.